# San Pietro resuscita Tabita
San Pietro resuscita Tabita è un dipinto a olio su tela (133x160,5 cm) di Giovanni Francesco Barbieri, detto Guercino, databile al 1618 e conservato nella Galleria Palatina di Palazzo Pitti a Firenze.

## Storia
San Pietro resuscita Tabita fa parte del gruppo di quadri commissionati al Guercino dal cardinale arcivescovo di Bologna, Alessandro Ludovisi (futuro papa Gregorio XV). Carlo Cesare Malvasia, nella Felsina Pittrice, lo cita, collocandolo al 1618: «Fù chiamato dall'eminentissimo Sig. Cardinale Ludovisio di Bologna, che fu poi Gregorio XV, e per lui fece diversi quadri... Un miracolo di S. Pietro che resuscita una fanciulla [...] Una Susanna... Un figliol prodigo, che furono opre maggiori dell'aspettatione del medesimo Sig. Cardinale.» Nelle sue note manoscritte, Malvasia menziona, invece, Susanna e i vecchioni, il Ritorno del figliol prodigo, e la resurrezione di Tabita omettendo Lot e le figlie. Secondo Denis Mahon i tre dipinti commissionati dal cardinale Ludovisi sono: Lot e le figlie, Susanna e i vecchioni e il Ritorno del figliol prodigo, eseguiti nel 1617, a cui seguì il viaggio a Venezia dei primi mesi del 1618; al ritorno a Bologna, eseguì il San Pietro resuscitaTabita.
In un altro aneddoto, Malvasia racconta che il Guercino, su esortazione del canonico lateranense Antonio Mirandola, protettore del giovane pittore, si recò a Venezia con un libretto di suoi disegni da sottoporre al giudizio di Palma il Giovane. Quest’ultimo, impressionato dal talento del Guercino, disse: «Assai più di me sa questo giovane» e lo accompagnò personalmente a visitare le opere di Tiziano in vari luoghi di Venezia. Secondo alcuni autori, Guercino si era già recato a Venezia 5 anni prima.
Il dipinto in oggetto non compare né nell’inventario redatto alla morte di papa Gregorio XV, né in quello del cardinale Ludovico Ludovisi, redatto alla sua morte nel 1633. Questo fa supporre che la proprietà del dipinto fosse del fratello di Ludovico, Niccolò I Ludovisi, principe di Piombino, che morì nel 1664.
Tra il 1665 e il 1668 l’opera fu incisa da Cornelis Bloemaert il Giovane. La stampa, realizzata in controparte ma con grande fedeltà al dipinto, è considerata uno dei capolavori della produzione grafica di Bloemaert. Fu dedicata a Giovan Battista Ludovisi, figlio di Niccolò, e si ritiene che il dipinto fosse giunto in suo possesso per via ereditaria. L’arco cronologico dell’incisione è stato determinato in base ai titoli nobiliari del dedicatario: dal 1665, anno in cui divenne principe regnante di Piombino, al 1668, quando vendette i feudi laziali di Colonna e Zagarolo alla famiglia Rospigliosi.
Il dipinto ricompare in un inventario redatto alla morte del Gran Principe Ferdinando (1663-1713). Ribadito nella Galleria Palatina di Palazzo Pitti nell'inventario: Quadri de' Pitti e Galleria, redatto nel 1723 alla morte del Granduca di Toscana Cosimo III de' Medici (1670-1723) con la sigla SPF, che significa che era stato acquistato dal Gran Principe Ferdinando.

## Descrizione e stile
Il Guercino trae spunto dall’episodio narrato negli Atti degli Apostoli (9,36-43), in cui san Pietro resuscita Tabita, una donna caritatevole e amata dalla comunità di Giaffa, prendendosi però qualche libertà rispetto al testo neotestamentario: «Pietro fece uscire tutti e si mise in ginocchio a pregare; poi, rivolto verso il corpo, disse: “Tabita, alzati!” Ed ella aprì gli occhi, vide Pietro e si mise a sedere.» Invece, nel dipinto del Guercino, san Pietro si erge al centro, in mezzo alle altre figure e con gesto ieratico compie il miracolo. Egli indossa una tunica scura e un mantello più chiaro, trattati con ricchezza di pieghe. In primo piano giace il corpo della defunta, di cui si vedono i piedi. Gli altri personaggi — il pastore e le donne piangenti — sono ritratti a mezza figura, contribuendo a dare una struttura piramidale all’intera composizione. Lo sfondo è immerso in un’ombra uniforme, da cui emergono appena i contorni delle figure più arretrate. Una fonte di luce proviene da sinistra e illumina in modo selettivo il corpo di Tabita e il volto di san Pietro, generando un netto contrasto chiaroscurale e guidando lo sguardo dell’osservatore verso il centro narrativo dell’azione.
Se si osservano i quattro quadri della commissione Ludovisi, è evidente lo scarto fra i primi tre (Lot e le figlie, Susanna e i vecchioni, Il ritorno del figliol prodigo) e il presente miracolo di san Pietro, che può essere ben giustificato con l’interposizione del viaggio a Venezia, come se Guercino fosse andato a «risciacquare i panni in Laguna.» Stone afferma che i colori in quest’opera sono diventati liberi e lacerati, alla maniera del Bassano; la superficie è frantumata in macchie di verdi e marroni — per esempio il panneggio del pastore — che rendono quest’opera paragonabile alle ultime opere di Tiziano. I «colori sono stesi col libero tocco, a macchia, che spezzano la compattezza delle forme, ma ne rendono tangibile la consistenza e al tempo stesso il loro movimento nello spazio». Questa modalità di pittura libera e sciolta, quasi un furore pittoresco che connota questa tela, trova giustificazione anche nella gran mole di commissioni che il Guercino aveva in quel periodo.